# Регистарске ознаке у Азербејџану
Садашње регистарске таблице у Азербејџану обично се састоје од два броја, цртице, два слова, цртице и три броја, таблице су обојене црном бојом на белој позадини. Таблице су исте величине као и европске и обично имају азербејџанску заставу и иницијале „AZ“ на левој страни.
Септембра 2011. године представљене су таблице новог стила са правоугаоном заставом и микрочипом.

## Претходне таблице
Од 1977. и 1993. године, регистарске таблице су произведене у складу са совјетским стандардом GOST 3207-77. Алфанумеричка секвенца је имала облик: x #### XX, где је мало ћирилично x контраслово; # је било која цифра 0–9; и XX су два велика ћирилична слова која означавају где је возило први пут регистровано.
Азербејџан је користио кодове АГ, АЖ и АЗ без посебности града, а слова HK су коришћена само за Нагорно-Карабах .

## Ознаке аутомобила
Као и код турских таблица (које су заузврат усвојиле обрнуту верзију бившег француског система регистарских таблица), на азербејџанским таблицама прве две цифре регистарске таблице представљају одељење, праћено прогресивним системом од 2 слова и 3 броја.
| Код      | Рејон        | Код | Рејон         | Код | Рејон        |
| -------- | ------------ | --- | ------------- | --- | ------------ |
| 01       | Апшерон      | 26  | Хачмашки      | 51  |              |
| 02       | Агадамски    | 27  | Степанкерт    | 52  |              |
| 03       | Агдашски     | 28  | Хоџабендски   | 53  | Сијезен      |
| 04       | Ахђабадски   | 29  | Хизиски       | 54  | Сабирабадски |
| 05       | Акстафински  | 30  | Имишлински    | 55  | Шекински     |
| 06       | Ахсујски     | 31  | Исмајилински  | 56  | Şamaxı       |
| 07       | Астарински   | 32  | Кељбаџарски   | 57  | Şəmkir       |
| 08       | Белокански   | 33  | Кјурдамирски  | 58  | Şuşa         |
| 09       | Бардински    | 34  | Кенгерлински  | 59  | Tертерски    |
| 10/77/90 | Баку         | 35  | Казашки       | 60  |              |
| 11       | Бејлагански  | 36  | Габалински    | 61  | Уџарски      |
| 12       | Биљасуварски | 37  | Кубатлински   | 62  | Закатаљски   |
| 13       | Not used     | 38  | Кусарски      | 63  |              |
| 14       | Џебрајиљски  | 39  | Кубатлински   | 64  |              |
| 15       | Џалилабдаски | 40  | Кубински      | 65  | Јардимлински |
| 16       | Џулфа        | 41  | Лачин         | 66  | Ширван       |
| 17       | Дашкесански  | 42  | Ленкорански   | 67  | Бебечки      |
| 18       | Аскерански   | 43  | Лерички       | 68  |              |
| 19       | Фузулински   | 44  | Масалински    | 69  | Ордубадски   |
| 20       | Кедабечки    | 45  | Мингечевир    | 70  | Нахчиван     |
| 21       | Ганџа        | 46  | Нафталански   | 71  | Шахбушки     |
| 22       | Геранбојски  | 47  | Нефтечалински | 72  | Џулфински    |
| 23       | Геокчајски   | 48  | Самушки       | 75  |              |
| 24       | Аџигабуљски  | 49  | Сијазански    |     |              |
| 25       | Гогољски     | 50  | Сумгајит      |     |              |